# Chi Yeung Tung
Chi Yeung Tung (IPA: [ tsʰiː jœŋ tʊŋ ]) is een taoïstische tempel en grot in Kowloon, Hongkong. Het is hoofdzakelijk gewijd aan Guanyin en Sun Wukong; deze worden in de hoofdhal vereerd. De tempel bestaat uit een hoofdhal en een hal gewijd aan de god Tianwangye (大王爺). Chi Yeung Tung ligt vlak bij Hong Kong and Kowloon Fuk Tak Buddhist Association en Yuen Ching Kok.

## Geschiedenis
De tempel werd gesticht in 1952 door meneer Cheuk Cho-Yan (卓祖印) en de mannelijke leden van zijn familie. Het gebouw was van hout gemaakt. Tussen 1976 en 1979 werd de tempel herbouwd. Sinds begin 2010 staat de tempel bij de Hongkongse overheid ingeschreven al non-profitorganisatie die aan liefdadigheidswerk doet op religieuze grondslag.